# Zjeleznodorozjnyj rajon, Kazakstan
Zjeleznodorozjnyj rajon är en rajon i Kazakstan.   Den ligger i oblystet Qaraghandy, i den centrala delen av landet, 190 km sydost om huvudstaden Astana.